# Louis Bril (politicus)
Louis Alfons Corneel Bril (Roeselare, 11 oktober 1939) is een Belgisch politicus voor de Open Vld.

## Levensloop
Bril studeerde in 1962 af als licentiaat in de geschiedenis aan de Rijksuniversiteit Gent. Hij stond van 1962 tot 1972 als leraar geschiedenis in het rijksonderwijs en werd nadien actief als bedrijfsleider. Vanaf 1967 was hij medezaakvoerder van carrosseriebedrijf Bril in Roeselare, dat bleef bestaan tot in oktober 2006.
Hij werd tevens ondervoorzitter van het Liberaal Verbond voor Zelfstandigen en beheerder en secretaris-generaal en voorzitter bij Febelcar, de Koninklijke Belgische Federatie van de carrosseriebedrijven.
Hij werd politiek actief voor de liberale PVV en daarna de VLD en Open Vld en was van 1979 tot 1980 voorzitter van de PVV-federatie van het arrondissement Roeselare-Tielt. Van maart 1980 tot november 1981 zetelde hij in de Senaat als provinciaal senator voor West-Vlaanderen. Daarna was hij van november 1981 tot mei 1995 lid van de Kamer van volksvertegenwoordigers voor het arrondissement Roeselare-Tielt. Bovendien was hij van november 1985 tot mei 1988 federaal staatssecretaris voor Openbaar Ambt en Wetenschapsbeleid in de Regering-Martens VI en de Regering-Martens VII.
In de periode juni-oktober 1980 zetelde hij als gevolg van het toen bestaande dubbelmandaat ook in de Cultuurraad voor de Nederlandse Cultuurgemeenschap, die op 7 december 1971 werd geïnstalleerd. Vanaf 21 oktober 1980 tot mei 1995 was hij lid van de Vlaamse Raad, de opvolger van de Cultuurraad en de voorloper van het huidige Vlaams Parlement. 
Bij de eerste rechtstreekse verkiezingen voor het Vlaams Parlement van 21 mei 1995 werd hij verkozen in de kieskring Kortrijk-Roeselare-Tielt. Hij bleef Vlaams volksvertegenwoordiger tot juni 2009 en was in het Vlaams Parlement van 1995 tot 1999 voorzitter van de commissie Cultuur en Sport. Op 20 juni 2000 werd hij in de plenaire vergadering van het Vlaams Parlement gehuldigd voor zijn 20 jaar parlementair mandaat. Sinds 14 december 2009 mag hij zich ere-Vlaams volksvertegenwoordiger noemen. Die eretitel werd hem toegekend door het Bureau (dagelijks bestuur) van het Vlaams Parlement.
Van 1983 tot 2012 was Bril eveneens gemeenteraadslid van Roeselare, waar hij van 2001 tot 2006 schepen van Ruimtelijke Planning, Stedelijke Handelsinfrastructuur en Stadskernhernieuwing was.